# Bolbometopon muricatum

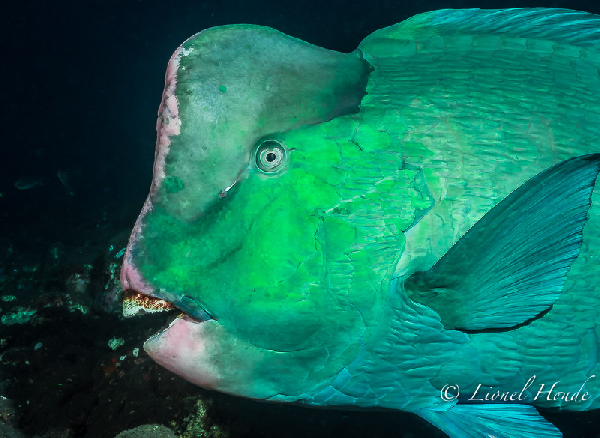
Particolare della testa e del becco di un adulto

Bolbometopon muricatum (Valenciennes, 1840) è un pesce osseo marino appartenente alla famiglia Scaridae. È l'unico membro del genere Bolbometopon.

## Distribuzione e habitat
Questa specie è diffusa nell'Indo-Pacifico tropicale dal mar Rosso e le coste est dell'Africa alle isole Ryūkyū e a Taiwan a nord, alla grande barriera corallina australiana e la nuova Caledonia a sud e ad est fino alle Samoa e alle Sporadi Equatoriali.
È una specie strettamente legata all'ambiente corallino. I giovanili vivono nelle parti più riparate delle lagune mentre gli adulti si trovano nelle zone lagunari esterne e lungo il margine oceanico delle barriere coralline. Può penetrare nel piano mesolitorale durante la bassa marea per nutrirsi.
Si incontra fra 1 e 40 metri di profondità.

## Descrizione
Si tratta di un animale massiccio con corpo alto e piuttosto tozzo e peduncolo caudale spesso. L'altezza del corpo aumenta con l'età e la taglia. Gli adulti hanno una vistosa prominenza frontale e profilo anteriore della testa quasi verticale. Il "becco" derivante dalla fusione dei denti, tipico di tutti gli scaridi, è cosparso di piccole protuberanze, carattere unico che consente di distinguerlo facilmente dagli altri scaridi con protuberanza frontale come Scarus ovifrons o molti Chlorurus. Le scaglie sono molto grandi e vistose. Non c'è dimorfismo sessuale. La colorazione dell'adulto è verde scura uniforme mentre i giovanili, che non hanno la protuberanza sulla testa e hanno una sagoma più slanciata e simile a quella degli altri pesci pappagallo, è bruna con una doppia serie di macchioline chiare nella parte superiore dei fianchi.
È il più grande degli Scaridae. Misura fino a 130 centimetri di lunghezza e a 46 kg di peso, la taglia media è di circa 70 cm.

## Biologia

### Comportamento
Gli adulti sono gregari e formano gruppi fino a 75 individui mentre i giovanili sono solitari. È molto timido e difficile da avvicinare da parte dei subacquei. Ha abitudini diurne e passa la notte nascosto in gruppi in anfratti o relitti. Può vivere fino a 40 anni.

### Alimentazione
Si nutre di alghe bentoniche sia filamentose che incrostanti, di polipi di madrepore e di molluschi a guscio duro. Rompe i rami dei coralli sfregandovi la testa per nutrirsi dei frammenti ottenuti. Le feci di questo animale contengono grandi quantità di detrito calcareo e costituiscono un'importante rifornimento di sabbia per le spiagge coralline. Contribuisce al rinnovamento delle barriere coralline; si calcola che un adulto di grandi dimensioni possa consumare 5.69 tonnellate di corallo all'anno.

### Riproduzione
L'accoppiamento avviene in gruppi fino a 100 individui sul fondale o nei 2 metri d'acqua immediatamente soprastanti. La maturità sessuale avviene a una lunghezza di circa 60 cm. La riproduzione avviene secondo un ciclo lunare. Le uova e le larve sono pelagiche. Sembra che questa specie subisca un cambiamento di sesso durante lo sviluppo.

## Pesca
Ha carni molto apprezzate nei paesi d'origine ed è soggetto a pesca commerciale, specialmente pesca subacquea. Alcune popolazioni sono soggette a sovrapesca.

## Conservazione
Le popolazioni sono in diminuzione in quasi tutto l'areale, in particolare i grandi esemplari maturi sessualmente. La causa principale della rarefazione è la pesca eccessiva, che riguarda gli esemplari più grandi, ovvero i riproduttori. In particolare la pesca subacquea commerciale è un serio rischio perché viene effettuata di notte quando gli individui si ritirano in gruppi nelle grotte per riposare costituendo un facile bersaglio. Anche la degradazione degli ambienti corallini per le attività umane o il cambiamento climatico globale costituisce un fattore di rischio per questa specie come per tutte le altre dipendenti dall'ambiente madreporico. Per questi motivi Lista rossa IUCN classifica questa specie come specie "vulnerabile".